# 봉준구
봉준구(奉俊九, 1982년 9월 8일 ~ )는 대한민국의 전직 스타크래프트, 워크래프트3 프로게이머이다. 종족은 저그였으며 SKELTON이란 아이디를 사용했다. 워크래프트3에서는 SKELTON[SAINT]이라는 아이디를 사용했고 종족은 초기에는 랜덤이었으나 언데드로 전환하였다.
1999년부터 2001년까지 활약했던 1세대 프로게이머로, 프리챌배 온게임넷 스타리그 준우승 등의 입상 기록을 남겼다. 또한 2002년부터 2003년까지는 워크래프트3 프로게이머로 활동한 바 있다.

## 주요 기록
메이저 스타리그 1회 우승(itv 1회 당시엔 온게임넷 스타리그를 능가하던 메이저 대회였다)
- 1999년 99 프로게이머 코리아 오픈 8강
- 2000년 게임Q 스타리그 S2 3위
- 2000년 iTV 랭킹전 1차리그 우승 (3-2 최인규)
- 2000년 프리챌배 온게임넷 스타리그 준우승 (0-3 김동수)
- 2001년 게임Q 스타리그 S3 16강
- 2001년 2001 KPGA 8월 투어 16강

### 워크래프트3
- 2002년 워크래프트3 베타테스트대회 우승
- 2002년 한빛소프트배 MBC게임 워크래프트3 1차시즌 4위
- 2002년 한빛소프트배 온게임넷 워크래프트3 2차시즌 8강
- 2002년 Intel배 온게임넷 워크래프트3 팀플최강자전 4위
- 2002년 한빛소프트배 MBC게임 워크래프트3 2차시즌 16강
- 2003년 한빛소프트배 온게임넷 워크래프트3 2003 프리매치 8강